# Крамер, Стэнли
Стэ́нли Эрл Кра́мер (англ. Stanley Earl Kramer; 29 сентября 1913, Манхэттен, Нью-Йорк — 19 февраля 2001, Вудленд-Хиллз, Калифорния) — американский кинорежиссёр и продюсер, мастер остросоциальных драм. Наиболее примечательные картины режиссёра — «Нюрнбергский процесс», «Пожнёшь бурю», «Корабль дураков», «Этот безумный, безумный, безумный, безумный мир» и «Не склонившие головы» («Скованные одной цепью»).
Режиссёр Стивен Спилберг описывал Стэнли Крамера как «невероятно талантливого провидца» и «одного из наших великих кинорежиссеров» — «не только за мастерство и страсть, которые он демонстрировал в своих фильмах, но и за то воздействие, что он оказывал на осознание окружающего нас мира».

## Биография
Стэнли Крамер родился в небогатой еврейской семье на Манхэттене, Нью-Йорк, в районе боен и складов, прозванном «Адской кухней» за грязь и жестокие нравы. Родители были разведены, и мальчика вырастили бабушка с дедушкой. В 1933 году Стэнли окончил Нью-Йоркский университет, и мать, работающая на киностудии Парамаунт, устроила его подсобником на студии.

«Они прошли так быстро, что я их не заметил»
Стэнли Крамер о своих молодых годах

Вскоре стал клерком, потом ассистентом сценариста, редактором, монтажёром. Пройдя нелёгкой дорогой американской мечты, уже в годы Второй мировой войны начал сам делать агитационные антифашистские фильмы. Стремление к независимости, желание не только контролировать, но и управлять сюжетами фильмов заставило его стать продюсером, а в дальнейшем — кинорежиссёром. Сумел завести друзей и нужные связи, скопил денег и сразу после войны начал работать самостоятельно, основав собственную фирму. Создал в качестве продюсера такие фильмы, как «Чемпион» (1949) с Кирком Дугласом, «Дом храбрости» (1949), «Ровно в полдень» (1952) с Гэри Купером, «Смерть коммивояжера» (1951), «Бунт на "Кейне"» (1954), «Дикарь» (1953) с Марлоном Брандо, которого Крамер, кстати сказать, первым вывел на экран в 1950 году в фильме Фреда Циннемана «Мужчины». Спродюсированный Крамером «Дикарь» был первым в ряду картин о бунтующей молодёжи, став во многом символическим для целого поколения. Диалог с участием главного героя «Против чего ты бунтуешь, Джонни? — А что у вас есть?» как нельзя лучше описывает настроение тех неспокойных лет. Всё это вызывало недовольство правых кругов. Спенсер Трейси, снимавшийся во многих картинах Крамера, сказал о нём, что это человек, «который делает больше и проявляет больше упорства, чем кто-либо в американском кино. Он имеет мужество поступать согласно своим убеждениям, тогда как мужество в настоящее время редкое качество, а убеждения — и того реже».
Отстояв свою независимость в годы маккартизма, Крамер сам становится режиссёром и снимает фильм «Не как чужой» (1955) и серию остросоциальных лент, подвергая критике американское общество и ставя под вопрос способность личности защитить свободу и человечность в безумном мире эгоизма, равнодушия, жестокости и предрассудков, — «Не склонившие головы» (в советском кинопрокате — «Скованные одной цепью»), «Конец света», «Пожнёшь бурю», «Нюрнбергский процесс». Прямой наследник социального реализма Фрэнка Капры, Уильяма Уайлера и Джона Форда, Крамер равнодушен к новаторским поискам и предпочитает традиционный стиль, выдвигая на первое место тему, конфликт, борьбу идей и придавая особое значение игре актёров и сценарию. Он подчёркивал: «…основное в моих фильмах — сюжет и содержание. В конце концов главное — в том, чтобы у тебя было что сказать зрителю». Как заявлял Крамер, он не верит, «что может быть хорошей картина, которая не доходит до широкого зрителя. Если фильм не преодолел грань между специалистами и публикой — значит, в его основе или в его форме скрыт какой-то изъян, значит, фильм сделан плохо».

«Крамер начал как продюсер, и именно в этом качестве он до сих пор наиболее известен в Америке. Дело в том, что он сразу стал независимым и очень влиятельным продюсером и в создании своих фильмов конца 40-х — начала 50-х годов играл чуть ли не большую роль, чем режиссёр. <…> Он первым начал ставить не развлекательные, а серьёзные фильмы. Фильмы, затрагивающие жизненно важные темы в их реальном аспекте. И Крамера ждала участь любого бунтаря. Следующее поколение кинематографистов подняло бунт против него. Его сентиментальность, его неспешный стиль, сама его серьёзность стали символами вопиющей старомодности. Серьёзность отношения к жизни в конце 40-х и в 50-х годах, когда на сцене царил Теннесси Уильямс, а на экране Стенли Крамер, была одним из главных направлений в театре и в кино. После Крамера она стала скорее шокирующим исключением».
Ричард Корлисс, кинокритик журнала «Тайм»

В 1963 году Стэнли Крамер обратился к редкому для себя комедийному жанру и снял «Этот безумный, безумный, безумный, безумный мир» — трёхчасовой фильм о бешеной гонке за спрятанными сокровищами, в котором были заняты известнейшие комедийные актёры нескольких поколений — Милтон Берл, Сид Сизар, Фил Сильверс, Бастер Китон, Микки Руни и Терри-Томас. Крамер назвал период работы над этим фильмом счастливейшим временем в своей профессиональной жизни.
В дальнейшем его фильмы, такие как «Корабль дураков», «Благослови зверей и детей», «Оклахома, как она есть», «И спотыкается бегущий» характеризуются печальным осознанием неспособности преодолеть зло в обществе и в человеке.

«Когда я делал „Корабль дураков“, я думал, что он станет величайшим фильмом всех времен и народов, но ошибся. Пересматривая его сейчас, вижу, что это была неплохая работа, и фильм не зря получил 9 номинаций на „Оскара“. Но от совершенства далёк. Как, впрочем, и всё остальное. Это моя вечная ошибка. Когда я делал „Безумный мир“, я рассчитывал, что это будет самая смешная комедия на свете. И опять просчитался. Я всегда хотел больше, чем мог. Впрочем, о „Нюрнбергском процессе“ я не жалею, хотя едва на нём окупил затраты. Но что-то сейчас этот фильм довольно часто показывают по телевидению. Похоже, что его посыл не стареет. Конечно, действия там немного. Но зато драма настоящая».
Стэнли Крамер

В течение всей творческой жизни Крамера отличало внимание к сложным проблемам жизни общества. Он снимал фильмы о расизме, о военных преступлениях нацистов, о социальной справедливости, о ядерной катастрофе. При этом он говорил, что не хотел бы, чтобы на него навешивали ярлык «проблемного» режиссёра. На вопрос о том, почему же он тогда так часто снимает именно такие фильмы, Крамер отвечал, что работает над теми темами, которые затрагивают его эмоционально. По словам режиссёра, характерная черта его творчества — «утверждение человеческой личности, которая сможет жить в обществе справедливости. В этом и состоит цель кинематографа: помочь человеку стать лучше».
В Советском Союзе Крамер приобрёл репутацию прогрессивного режиссёра, и многие его картины, такие как «Не склонившие головы» («Скованные одной цепью»), «Пожнёшь бурю», «Нюрнбергский процесс», «Этот безумный, безумный, безумный, безумный мир», «Корабль дураков», «Благослови зверей и детей», «Принцип домино» с успехом прошли в советском прокате.

### Личная жизнь
Стэнли Крамер был женат трижды.
Мэрилин Эрскайн (род. в 1926), актриса театра, кино и телевидения. Брак заключён 15 сентября 1945 года, аннулирован 9 октября того же года. Детей нет.
Энн П. Крамер (1926—2000), киноактриса. Брак заключён 3 июня 1950 года, 10 июля 1964 года последовал развод. Дочь — Кейси (род. в 1950-х), стала актрисой кино и телевидения; и сын Ларри (1950—2010), кинематографист.
Карен Шарп (род. 1934), актриса кино и телевидения, продюсер. Брак заключён 1 сентября 1966 года и продолжался до самой смерти мужа. Дочери: Кэт (род. в конце 1960-х), актриса и продюсер; и Дженнифер (род. в начале 1970-х), актриса.

## Фильмография

### Режиссёр
- 1955 — Не как чужой / Not as a Stranger
- 1957 — Гордость и страсть / The Pride and the Passion
- 1958 — Не склонившие головы / The Defiant Ones
- 1959 — На последнем берегу / Конец света / On the Beach
- 1960 — Пожнёшь бурю / Inherit the Wind
- 1961 — Нюрнбергский процесс / Judgment at Nuremberg
- 1963 — Этот безумный, безумный, безумный, безумный мир / It’s a Mad Mad Mad Mad World
- 1965 — Корабль дураков / Ship of Fools
- 1967 — Угадай, кто придёт к обеду? / Guess Who’s Coming to Dinner
- 1969 — Тайна Санта-Виттории / The Secret of Santa Vittoria
- 1970 — Революция в минуту / R.P.M.
- 1971 — Благослови зверей и детей / Bless the Beasts & Children
- 1973 — Оклахома, как она есть / Oklahoma Crude
- 1977 — Принцип домино / The Domino Principle
- 1979 — И спотыкается бегущий / The Runner Stumbles

### Продюсер
неполный список
- 1949 — Чемпион / Champion
- 1949 — Дом храбрости / Home of the Brave
- 1950 — Мужчины / The Men
- 1950 — Сирано де Бержерак / Cyrano de Bergerac
- 1951 — Смерть коммивояжера / Death of a Salesman
- 1952 — Снайпер / The Sniper
- 1952 — Ровно в полдень / High Noon
- 1953 — Дикарь / The Wild One
- 1954 — Бунт на «Кейне» / The Caine Mutiny
- 1962 — Точка давления / Pressure Point
- 1963 — Ребёнок ждёт / A Child Is Waiting

## Награды
- 1962 — Золотой глобус за лучшую режиссуру («Нюрнбергский процесс»)
- 1973 — Золотой приз Московского кинофестиваля за совокупность творческих работ в кино.

За всю свою долгую карьеру Стэнли Крамер создал 40 фильмов, которые в целом получили 80 номинаций на «Оскара». Этой премии удостоились почти все актёры Крамера, его сценаристы, его композитор (всего 16 наград), но сам Крамер получил от Академии лишь награду имени Ирвинга Тальберга в 1961 году, хотя 9 раз был номинирован на «Оскара» как режиссер и как продюсер.